# マス・コラボレーション
マス・コラボレーション (mass collaboration) は、多数の人が独立して単一のプロジェクトのために働く集団行動の一形態。そのようなプロジェクトは典型的にはソーシャルソフトウェアやWikiテクノロジーのようなコンピュータに支えられたコラボレーションツールを利用することによってインターネット上で起こる。そのようなツールは、コラボレーションを可能にする潜在的には無限のハイパーテキスト空間を提供する。
マス・コラボレーションをその他の形態の大規模コラボレーションと区別する重要な特徴は、その他のコラボレーションが社会における直接的な人の相互作用によって行われるのに対し、コラボレーションのプロセスはコンテンツそのものによって媒介されるということである。

## 解説

### マス・コラボレーションと協力の違い
マス・コラボレーションは、創造の過程において理解の共有が進展することを必要とする点において、集団による協力(cooperation)と異なっている。逆に言うと、協力に従事しているメンバーは理解のすり合わせをする必要がない、単純に意図的に指示を実行しているだけかもしれない。
もう一つの重要な区別は、マス・コラボレーションの範囲が曖昧であることである。非常に広範囲で細かい交渉やコンセンサスが不要であることにより、インターネット全体、都市、そしてグローバル経済さえもがマスコラボレーションとみなしうる。従って、マス・コラボレーションはプロセスと創造がより洗練され複雑である。

### マス・コラボレーションとオンラインフォーラムの違い
オンラインフォーラムは確かにコラボラティブではある。だが、マス・コラボレーションは大きなフォーラムやメーリングリスト、掲示板、チャットルームやグループディスカッションとは、交互のコミュニケーション手段を通して個々の投稿がなされる議論の形態ではなく、テキストコンテンツが単一の首尾一貫した形をとらない、という点で異なっている。
マス・コラボレーションにおいても、勿論、議論における概念は単一の形として存在するが、テキストの提供者は単一の筆者の理解と解釈にリンクバックできる。伝統的な議論においても筆者の理解と解釈は確かにそれを読み議論に貢献するもの全ての理解と折衝するが、マスコラボレーションにおいて一つのエントリーには一人の筆者が存在するという事実は、エントリーのコラボラティブの複雑性を推論的で解釈的なものにする、それは指示的で交渉的なものとは対極にあるものである。

### マス・コラボレーションにおける議論の役割
伝統的なコラボラティブシナリオでは共有理解（コラボレーションの本質）の発展において議論が重要な役割を果たす。議論が個々の協力者と議論の帰結の間の媒介の役割を果たす。マス・コラボレーションは協力者の間の仲介点を提供することで作業を進めるので、この関係が逆転する。議論はあくまでも付随的なものである。議論が最適の方法であるかいなかについては勿論異論がありうる、大抵のマス・コラボレーションには発展するコンテンツと関係する議論が存在するからである。しかし、提供しようとするコンテンツについての議論なしに提供することが可能である。（より小さいコラボレーションは、特に非言語の作業においては、議論無しに達成しうる。例えば同じキャンパスに貢献する二人の画家、しかしこのような状況はより多くのメンバーが含まれる場合は問題がある。）

### マス・コラボレーションと共著の違い
マス・コラボレーションにおける個人作業の観点からは、活動は共著と同様にも見える。しかし、マス・コラボレーションにおいては、たくさんのサイトがハイパーテキストと共著を通じて異なる協力者と共有している相互依存の有形無形の関係がある。多数の人間によって共著されたコラボラティブのサイトの相互依存は、マスコラボレーションの最大の特徴である。相互に関連した部分の集合から首尾一貫したコラボレーションが生まれるのである。

### テキストベース以外のコラボレーション
今のところ評価されているマス・コラボレーションの広く成功した例はテキスト媒体で存在するが、この種の集団行動がそのほかの形態で機能しないという理由はない。オープンソースソフトウェアのムーブメントにおけるプロジェクトは伝統的な言語の外でのマスコラボレーションの例だともいえるが、コラボラティブに作られたコードはやはりテキスト媒体を用いたコンピュータ言語として存在している。

### マス・コラボレーションの例
勿論、このウィキペディア。そしてその姉妹プロジェクト。